# Giovanna degli Albizzi
Giovanna degli Albizzi, ou Giovanna Tornabuoni après son mariage, (née le 18 décembre 1468 à Florence et morte dans la même ville le 7 octobre 1488) fut une femme de la haute bourgeoisie florentine du Quattrocento, représentée dans de nombreuses œuvres de Domenico Ghirlandaio et Sandro Botticelli.

## Biographie
Giovanna est la fille de Maso degli Albizzi rival des Médicis et son mariage avec Lorenzo, de la famille  Tornabuoni, parents proches des Médicis marque un rapprochement entre les deux clans. Le mariage a lieu le 15 juin 1486. 
Le beau-père de Giovanna est Giovanni Tornabuoni, oncle de Laurent de Médicis et trésorier du pape qui est considéré par certains comme l'homme le plus puissant de Florence après Laurent. 
Pour les noces du couple, Botticelli décore à fresque la loggia de la villa Tornabuoni avec des scènes mythologiques, dont une est dédiée spécialement à l'épouse : Vénus et les trois Grâces offrant des présents à une jeune fille. 
Giovanna se trouve en position dominante aussi dans les fresques de la chapelle Tornabuoni où elle est représentée par deux fois : dans la Nativité de Marie et dans la Visitation de la Vierge Marie. Dans les deux fresques, elle apparaît habillée du même vêtement, un habit somptueux avec des damasquinages dorés, mais avec des manches différentes, une fois estivales une autre hivernales. 

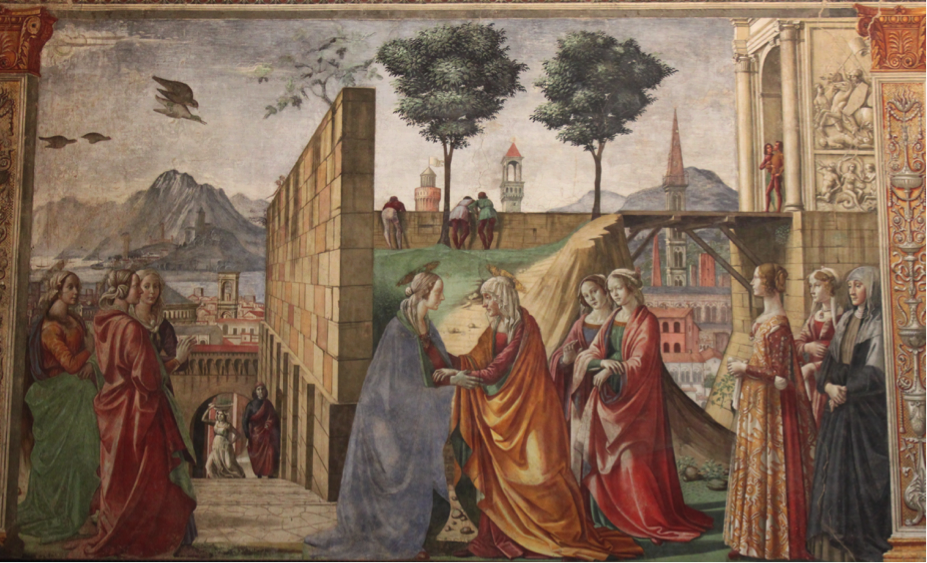
Domenico Ghirlandaio, Visitation de la Vierge Marie, 1486–1490, Chapelle Tornabuoni, Santa Maria Novella Florenz

En outre Domenico Ghirlandaio lui consacre quelques portraits : un de profil, aujourd'hui conservé au Musée Thyssen-Bornemisza (probablement réalisé post mortem), un des trois-quarts (Tokyo Fuji Art Museum de Hachiōji) et un troisième qui est un travail d'atelier, conservé au Clark Art Institute de Williamstown, Massachusetts. 
Sa coiffure avec les cheveux blonds rassemblés sur la nuque et les boucles qui encadrent le visage est typique de son personnage. 
Giovanna a un premier enfant à dix-neuf ans nommé « Giovannino », le 11 octobre 1487. Un an après elle meurt à la suite d'une deuxième grossesse et est inhumée à Santa Maria Novella le 7 octobre 1488.

## Sources
- (it) Cet article est partiellement ou en totalité issu de l’article de Wikipédia en italien intitulé « Giovanna degli Albizzi » (voir la liste des auteurs).